# Esperanzella polydesmoides
Esperanzella polydesmoides är en mångfotingart som beskrevs av Kraus 1960. Esperanzella polydesmoides ingår i släktet Esperanzella och familjen Fuhrmannodesmidae. Inga underarter finns listade i Catalogue of Life.